# Gert Engels
Gert Engels (ur. 25 kwietnia 1957 w Düren) – niemiecki piłkarz, a następnie trener piłkarski.

## Kariera piłkarska
Swoją karierę piłkarską Engels rozpoczął w klubie SG Düren 99. Następnie w 1975 roku został zawodnikiem Borussii Mönchengladbach. W 1976 i 1977 roku Borussia wywalczyła dwa tytuły mistrza Niemiec, jednak Engels nie zdołał w niej zadebiutować w Bundeslidze. W 1978 roku odszedł do SV Baesweiler 09, a w latach 1980-1990 grał w SG Düren 99, w którym zakończył karierę.

## Kariera trenerska
Po zakończeniu kariery piłkarskiej Engels został trenerem. W 1990 roku wyjechał do Japonii, gdzie prowadził zespół Prima Aseno FC. W 1998 roku został pierwszym trenerem Yokohamy Flugels. Klub ten pod wodzą Engelsa zdobył Puchar Cesarza Japonii. W 1999 roku prowadził JEF United, a w latach 2000-2003 - Kyoto Purple Sanga, który wygrał Puchar Cesarza w 2002 roku.
W 2004 roku Engels został asystentem w Urawie Red Diamonds, w której wspomagał Guido Buchwalda, a następnie Holgera Osiecka. W 2008 roku objął samodzielnie Urawę po zwolnieniu Osiecka. W listopadzie sam przestał być szkoleniowcem Urawy.
12 października 2011 Engels został selekcjonerem reprezentacji Mozambiku.